# Anastatus viridiceps
Anastatus viridiceps is een vliesvleugelig insect uit de familie Eupelmidae. De wetenschappelijke naam is voor het eerst geldig gepubliceerd in 1915 door Waterston.